# Censy
Censy je francouzská obec v departementu Yonne v regionu Burgundsko-Franche-Comté. Žije zde 54 obyvatel.

## Geografie

### Sousední obce
| Růžice kompasu |        | Moulins-en-Tonnerrois |         | Růžice kompasu |
| Růžice kompasu | Noyers | Sever                 | Pasilly | Růžice kompasu |
| Růžice kompasu | Noyers | Censy                 | Pasilly | Růžice kompasu |
| Růžice kompasu | Noyers | Jih                   | Pasilly | Růžice kompasu |
| Růžice kompasu |        | Jouancy               | Sarry   | Růžice kompasu |